# 鲁道夫·科塔
鲁道夫·科塔（西班牙語：Rodolfo Cota，1987年7月3日—），墨西哥男子足球运动员，司职守门员。他曾代表墨西哥国家队参加2022年国际足联世界杯，结果队伍止步小组赛阶段。